# تايلر برينر
تايلر برينر هو لاعب هوكي الجليد كندي، ولد في 5 أبريل 1988 في ويليسلي في كندا.

## وصلات خارجية
- تايلر برينر على موقع دوري الهوكي الوطني (الإنجليزية)
- تايلر برينر على موقع EliteProspects.com (الإنجليزية)
- تايلر برينر على موقع HockeyDB.com (الإنجليزية)